# Csatári Dániel
Csatári Dániel (Barátka, 1927. október 16. – Budapest, 2008. január) történész.

## Tanulmányai, munkássága
A debreceni Fazekas Mihály Gimnáziumban érettségizett 1946-ban, majd az Eötvös Loránd Tudományegyetem Bölcsészettudományi Karán folytatta tanulmányait a Györffy, majd az Eötvös Collegium tagjaként. 1951-ben szerzett magyar–román szakos tanári oklevelet. 1963-ban lett a történelemtudományok kandidátusa.
A Magyar Dolgozók Pártja Pártiskola tanára lett (1951–1953), majd a Dolgozó Ifjúság Szövetsége iskolájának tanára volt (1953-1955). A Magyar Tudományos Akadémia Történettudományi Intézet Egyetemes Történeti Osztályának tudományos munkatársa (1955–1969), majd főmunkatársa (1969) volt, utána a Párttörténeti Intézet tudományos főmunkatársa és osztályvezető-helyettese (1970–1974) volt. 
Az ELTE BTK és a JATE BTK Legújabbkori Egyetemes Történeti Tanszék egyetemi tanára volt 1974. július 1. és 1988. december 31. között. Az MTA–TMB-n I. Tóth Zoltán aspiránsa volt (1952–1956), majd a halála után ő rendezte sajtó alá hátrahagyott munkáit (1956–1966).
Fő kutatási területe a 20. századi egyetemes és magyar történelem, elsősorban a magyar–román kapcsolatok és a kelet-európai nemzetiségi politika alakulása volt. Új eredményeket ért el a magyar–román együttélés vizsgálatában, a két nép második világháborús kapcsolatainak kutatásában, a romániai magyarság történetének tanulmányozásában. 1971 és 1974 között Béládi Miklóssal együtt ő irányította A szomszédos népek magyarságával való kulturális kapcsolatok komplex vizsgálata című középtávú kutatási témát.

## Elismerés
- Akadémiai Díj (1970).

## Főbb művei
- Az Ekés Front története. – Az 1848-as román forradalom. (Valóság, 1947)
- Az I., a II. és a III. Internacionálé. A kommunista és munkáspártok. (Társadalmi Szemle, 1955)
- Contributia poporului romin la eliberarea Ungariei de sub ocupatia hitlerista. (Analele, 1956)
- Román–magyar kapcsolatok. Történelmi vázlat. (Bp., 1958)
- Román csapatok részvétele a Magyarország felszabadításáért folytatott harcokban. (Hadtörténeti Közlemények, 1958)
- A magyar–román ellenállási mozgalmak történetéből. (Hadtörténeti Közlemények, 1959)
- Józsa Béla. (Párttörténeti Közlemények, 1959)
- A revizionizmus magyarországi és romániai hatása. (Történelmi Szemle, 1960)
- Veress Endre emlékezete. (Gyula, 1960)
- A román fasizmus sajátosságai. (Történelmi Szemle, 1962)
- Magyar–román viszony a második világháború éveiben. 1940. szept. 1.–1945. ápr. 4. Kand. értek. (Bp., 1963)
- A Vásárhelyi Találkozó. 1937. okt. 2–4. (Irodalomtörténeti füzetek. 56. Bp., 1967)
- Nemzeti érzés, nemzeti büszkeség, szocialista hazafiság. (Társadalmi Szemle, 1967)
- Szocialista hazafiság, szocialista történetszemlélet. Benczédi Lászlóval. A bevezetőt Lakos Sándor írta. (Bp., 1967)
- Forgószélben. Magyar–román viszony. 1940–1945. (Bp., 1968; 2. kiad. 1969; franciául: 1974; románul: 1974)
- Ötvenéves a Párt. Írta és szerk. Esti Bélával. A képeket válogatta Ambrus József és Stemler Gyuláné. Ill. Würtz Ádám. (Bp., 1968)
- Osztály és nemzet 1918–1919-ben. – A nemzeti és a nemzetiségi kérdés Lenin műveiben. (Társadalmi Szemle, 1969)
- Románia története a XIX–XX. században. Monográfia és egy. tankönyv is. (Bp., 1972; 2. kiad. 1976; 3. kiad. 1982; 4. kiad. 1987; 5. kiad. 1988)
- Az RKP politikájának alakulása és a romániai magyarság helyzete. 1944–1972. (Bp., 1972)
- A kelet-európai nemzetiségi kérdés történetének hazai kutatásáról. (Párttörténeti Közlemények, 1974)
- 1939 szeptembere és a nemzetiségi kérdés dilemmái. (Irodalomtörténet, 1974)
- A víz lefolyik, a kövek megmaradnak. P. Groza emlékére. (Valóság, 1975)
- Balogh Edgár életrajzához. (Tiszatáj, 1976)
- Legendák és mítoszok nélkül. A népi kollégiumi mozgalom társadalompolitikai szerepe. (Tiszatáj, 1977)
- A Korunk és a nemzetiségi kérdés. (50 éves a Korunk. Szerk. Kabdebó Lóránt. Bp., 1977)
- A lehetségestől a véglegesig. I. Tóth Zoltán emlékezete. (Tiszatáj, 1981)

### Szerkesztőként
- I. Tóth Zoltán: Balcescu Miklós élete. Sajtó alá rend., az előszót írta. (Bp., 1958)
- I. Tóth Zoltán: Az erdélyi és a magyarországi román nemzeti mozgalom. 1790–1848. Sajtó alá rend. Az előszót Arató Endre írta. (Értekezések a történeti tudományok köréből. 12. Bp., 1959)
- I. Tóth Zoltán: Magyarok és románok. Történelmi tanulmányok. Vál., sajtó alá rend., a bibliográfiát összeáll. (Bp., 1966)
- Nemzetiségi kérdés – nemzetiségi politika. Szerk. (1–2. kiad. Bp., 1968)
- A magyar és a román történettudomány negyedszázados fejlődése. A Magyar–Román Történész Vegyes Bizottság ülésének anyaga. Összeáll. (Bp., 1974)
- Orbán Balázs: A Székelyföld leírása történelmi, régészeti, természetrajzi és népismei szempontból. I–II. köt. Hasonmás bibliofil kiad. közös papírtokban. Szerk., a kísérő tanulmányt írta. (Bp., 1984)
- Orbán Balázs: Torda város és környéke. Hasonmás kiad. Szerk., a kísérő tanulmányt írta. (Bp., 1984)
- Mikó Imre: Huszonkét év. Az erdélyi magyarság politikai története. 1918. dec. 1.–1940. aug. 30. Hasonmás kiad. Szerk., az utószót írta. (Bp., 1988)
- Mikó Imre: Nemzetiségi jog és nemzetiségi politika. Hasonmás kiad. Szerk., a bevezető tanulmányt írta. (Bp., 1989).

## Forrás
- ↑ Névpont: Kozák Péter:  Névpont. nevpont.hu. Budapest

1. ↑  Francia Nemzeti Könyvtár: BnF-források (francia nyelven)
2. ↑  VIAF-azonosító
3. ↑  Národní autority České republiky. (Hozzáférés: 2022. június 8.)